# Kerkhof van Zoeterstee
Het Kerkhof van Zoeterstee is een gemeentelijke begraafplaats in de gemeente Zoeterstee in het Franse Noorderdepartement. Het kerkhof ligt er achter de Onze-Lieve-Vrouw-Hemelvaartkerk in het dorpscentrum.

## Oorlogsgraf
Op het kerkhof ligt 1 geïdentificeerd Brits oorlogsgraf uit de Tweede Wereldoorlog. Het graf wordt onderhouden door de Commonwealth War Graves Commission. In de CWGC-registers is het kerkhof opgenomen als Le Doulieu Churchyard.